# Haley Heynderickx
 (janvier 2023).
Haley Hannah Heynderickx (née le 28 mai 1993) est une auteure-compositrice-interprète américaine, originaire de Portland, en Oregon. En 2016, elle sort son premier EP, Fish Eyes. Son premier album studio, I Need to Start a Garden, sort en mars 2018 sous le label Mama Bird Recording Co.

## Biographie

### Jeunesse
Heynderickx est née à Stockton, en Californie, dans une famille philippino-américaine et a grandi à Forest Grove, en Oregon, où elle a appris à chanter à l'église. Elle est diplômée de l'Université d'État de Portland.

### Carrière
Elle sort son premier EP, Fish Eyes, en 2016. En mars 2018, elle sort son premier album studio, I Need to Start a Garden, sur Mama Bird Recording Co. L'album reçoit des critiques positives, dont une note de 7,3 par Pitchfork, tandis que NPR Music écrit que l'album « captive », et Uproxx qualifie son parcours de « début folk tout à fait brillant ». En janvier 2018, elle est nommée « artiste à surveiller » par Stereogum.

## Style musical
La musique de Heynderickx présente une technique de guitare acoustique fingerstyle inspirée de Leo Kottke et John Fahey associée à des paroles introspectives ponctuées de « légèreté au bon moment ».

## Discographie

### Collaborations
avec Max García Conover